# Legió II Armeniaca
Legió II Armeniaca (d'Armènia) va ser una legió de finals de l'Imperi Romà.
El nom de la legió pot referir-se al fet que originàriament va formar part de la guarnició de la província romana d'Armènia, però la unitat, juntament amb la seva legió bessona, la I Armeniaca, sembla que va estar inclosa en l'exèrcit de camp imperial com una pseudocomitatensis.
Està documentat que va construir un campament a Satala (CIL II 13630, mitjançant Legio Ritterling). Segons Ammià Marcel·lí (Res Gestae XX 7), el 360, la legió II Armeniaca estava estacionada a Bezabde amb la II Flavia Virtutis i la II Parthica, quan Sapor II va assetjar i conquerir la ciutat, matant a molts dels seus habitants. La II Armeniaca va sobreviure, ja que està citada en la Notitia Dignitatum sota el comandament del Dux Mesopotamiae.